# Aleja Niepodległości (Sopoty)
Aleja Niepodległości je nejdelší ulice města Sopoty v Pomořském vojvodství v severním Polsku. Má délku 4,368 km a navazuje se od jihu (od Gdaňské ulice Aleja Grunwaldzka) přes Sopoty až k severu na ulici Aleja Zwycięstwa ve městě Gdyně. Je součástí vojvodské silnice č. 468 a páteřní komunikace celého Trojměstí.

## Další informace
Aleja Niepodległości je nejlidnatější ulicí v Sopotech. Podle údajů z roku 2016 zde bylo přihlášeno k pobytu 3545 obyvatel.
Na konci 19. století zde začínala koněspřežná dráha vedoucí k sopotské výletní restauraci Wielka Gwiazda. V období nacistického německa se ulice nazývala Adolf-Hitler-Strasse, po druhé světové válce pak nazývala Aleja Generalissimusa Stalina, později 20. października a nakonec Aleja Niepodległości.

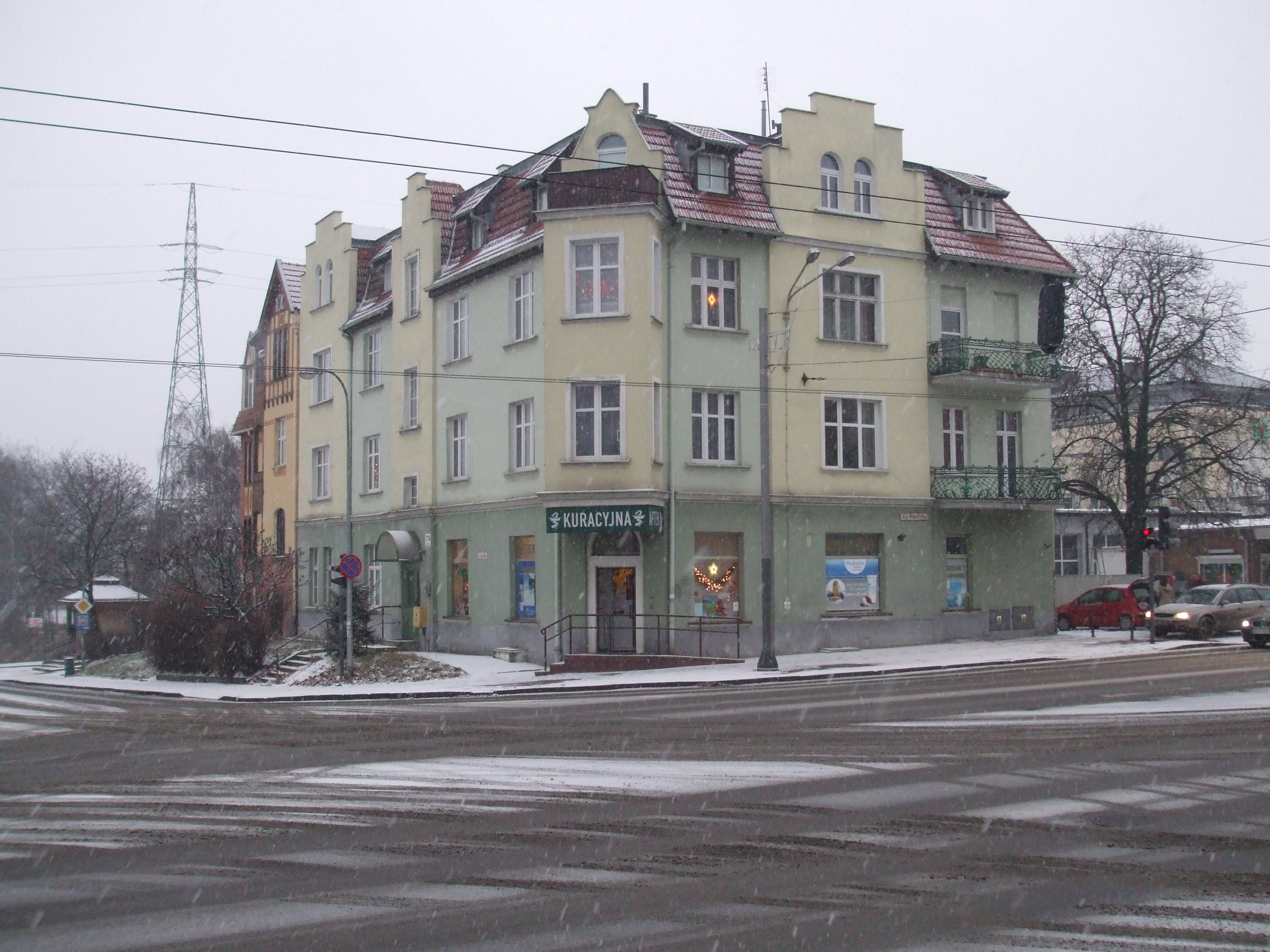